# 天使ノ二挺拳銃
『天使ノ二挺拳銃-Angelos Armas-』（てんしのにちょうけんじゅう：angelos armas）は、2005年1月28日にニトロプラスより発売されたアダルトゲーム作品。ジャンルはスピリチアルアドベンチャー (Spiritual ADV) とされている。

## 概要
タイトルにある「天使」とは、今作においては、人間には不可視で死した者より湧き上がる未練を、手にした銃で撃ち抜くことで死者の魂を鎮める存在として登場する。天使+拳銃という異色の組み合わせで、まず天使＝清らかなイメージを打ち壊し、今作より起用されたワタナベカズヒロ（ワタナベ）といとうかなこの歌に載せて展開されるデモ及びOPムービーにて叙情感を醸し出している。
なお、今作で使用された視覚効果（効果的なカットやウインドウの挿入・動き）は、後のニトロ作品でも改良され多く利用されている。

## メインスタッフ
- シナリオ - むーたろう / 小形修一
- 原画 - 中央東口
- 楽曲製作  - ZIZZ STUDIO

## あらすじ
舞台は世界規模の不妊症により子供が生まれなくなり、ゆっくり滅びようとしている未来。
人間には不可視の死人の未練を撃ち抜く存在として「発生」した天使ヴィムは淡々と人々の未練を撃ち抜く日々を過ごす内に自らや天使の存在に対して疑問を抱くようになる。
そんな中、彼が出会ったのは親の虐待によって昏睡状態になり、幽体として彷徨う渡部風子と彼女を取り巻く多くの人々だった。

## 登場人物
ヴィム
声 - 片岡大二郎
最近生じた天使で本作の主人公。死人の未練を打ち抜くという役目だけを知らされ、日々死人の未練を撃つ内に人と天使の存在に興味と疑問を持つ。
天使には珍しい二挺拳銃の持ち主。
アンリ
声 - 佐伯亜美
白色薄蒼の髪の少女姿の天使。ヴィムと共に死人の未練を打ち抜く存在。天使としては発生から5年ほど経っているためヴィムに対しては先輩として振舞っている。
ペーター
声 - 犬神ミカド
もっとも古い時代の天使。知識も経験もヴィム、アンリに比べて圧倒的に多いが普段は努めて軽口を叩くなど、飄々としている。
渡部 風子
声 - 木村あやか
人類最後の子供「ラストチャイルド」。ヤクザである親からの虐待によって意識不明の寝たきり状態になってしまい、入院している。ヴィムの前には幽体として現れる。人間の中では最初からヴィムたちを知覚認識できる存在。性格は実体感が無いせいか、何事に対してもさっぱりしている。
渡部 小巻
声 - 手塚まき
風子の腹違いの姉。大学で生物学を専攻し、子供が生まれなくなった原因の究明をしていたが、風子が寝たきりになってしまったことでその入院費を工面する為に大学を休学し、アルバイトを掛け持ちしながら風子の看病も続ける日々を送っている。休学後も独力で研究は続けている。複雑な家庭環境や困難にも立ち向かっていく強さと優しさを兼ね備えた女性。妹を虐待し続けた一斉を恨みつつ、助けてあげられなかった自分にも責任を感じている。
渡部 一斉
声 - 巌蝉秋
小巻と風子の実父。ヤクザ（安藤組）に雇われている殺し屋。その腕は刀一本で拳銃使い数人を相手に出来るほど。
小巻の母親を深く愛していたが先立たれてしまい、新しい妻との間に生まれた風子には愛情が持てず虐待を繰り返し意識不明の寝たきりにしてしまった。よって小巻との仲は修復不能に近いほど悪い。
サチ
一斉の愛人で小巻、一斉と同居している。小巻とは友人のような関係。倒錯的ではあるが愛情をそそいでくれる一斉を愛しており、小巻と一斉の仲を何とか修復したいと考えている。
ジェイ
声 - 中原茂
一斉を雇っている安藤組組長の養子であり、若頭。
一斉に恨みを持っているらしく、狡猾かつ残虐な方法で一斉を陥れようとする。
また、時おり天使を知覚しているかのようなそぶりも見せる。
新沼良美
安藤組の組員でジェイの手下。
女性のような容姿だが、男であり、バイセクシャルでもある。キックボクシングの達人でナイフの扱いも長けている。また、自分さえ良ければ他者はどうなってもいいという性格。
ビッグサム
安藤組組員でジェイの手下。新沼の愛人でもある。
元格闘家で巨体の持ち主。時おり自分の感情を抑えられず暴走してしまう。
新沼のことは深く愛しており、彼のためなら自らの命の危険も惜しまない。

## 主題歌
OP「さめない熱」
作詞・編曲 - 渡邊カズヒロ / 作曲 - 鈴木雄介 / 演奏・唄 - ワタナベ
テーマソング「結晶」風子編攻略時
作詞 - 渡邊カズヒロ、江幡育子 / 作曲 - 山崎英明 / 編曲・演奏 - 渡邊カズヒロ / 唄 - いとうかなこ
ED
「I Bless Thy Life」アンリ編攻略時
作詞 - 江幡育子 / 作曲・編曲 - 礒江俊道 / 唄 - いとうかなこ
「RIGHT HERE RIGHT NOW」小巻編攻略時
作詞・作曲・演奏 - 渡邊カズヒロ / 唄 - ワタナベ

## 客演作品
ニトロ+ロワイヤル -ヒロインズデュエル-
アンリがプレイアブルキャラクターとして登場。
ニトロプラス ブラスターズ -ヒロインズ インフィニット デュエル-
アンリがパートナーキャラクターとして登場。